# Conops aegyptiacus
Conops aegyptiacus är en tvåvingeart som först beskrevs av Camillo Rondani 1850.  Conops aegyptiacus ingår i släktet Conops och familjen stekelflugor. Inga underarter finns listade i Catalogue of Life.